# Demà és avui
Demà és avui (títol original: Mañana es hoy) és una pel·lícula espanyola de 2022 dirigida per Nacho G. Velilla. Es va estrenar el 2 de desembre de 2022 a Amazon Prime Video. S'ha doblat i subtitulat al català.
El doblatge va ser produït per Deluxe Content Services i dirigit i ajustat per Teresa Manresa a partir de la traducció de Josep Llurba. Compta amb les veus de Dani Albiac (José Luis), la mateixa Manresa (Pilar), Marc Torrents (Rodrigo) i Núria Trifol (Lucía), entre d'altres.

## Sinopsi
L'estiu de 1991, la família Gaspar comença les seves vacances a la platja, però la situació es complica. La filla adolescent Lucía, després de discutir amb el pare, decideix fugir amb el seu xicot. A més, una tempesta elèctrica fa viatjar la resta de la família el 2022 mentre pedalaven un patinet aquàtic. La família queda sorpresa per les innovacions tecnològiques i les tendències del 2022.

## Repartiment
| Personatge       | Repartiment          | Doblatge en català |
| ---------------- | -------------------- | --- |
| Pilar            | Carmen Machi         | Teresa Manresa |
| José Luis        | Javier Gutiérrez     | Dani Albiac |
| Quique 52        | Pepón Nieto          | Carles di Blasi |
| Lucía            | Carla Díaz           | Núria Trifol |
| Rodrigo          | Asier Rikarte        | Marc Torrents |
| Elvirita         | Antonia San Juan     | Alicia Laorden |
| Ana Clara        | Sílvia Abril         | Esther Solans |
| Fina             | Marta Fernández Muro | |
| Eva              | Aixa Villagrán       | Marta Ullod |
| Veus addicionals | Veus addicionals     | Lara Ullod, David García, David Brau, Irene Miras, Claudi Domingo, Nerea Alfonso, Rosa Guillén, Melania Pérez, Sara Gómez Alonso, Miquel Roldan, Quique Hernández, Jordi Pinesa, Aleix Peña Miralles, Roser Aldabó |